# 78431 Кембл
78431 Кембл (78431 Kemble) — астероїд головного поясу, відкритий 16 серпня 2002 року.
Тіссеранів параметр щодо Юпітера — 3,483.